# Senza Tempo
SenZaTemPo és una companyia de dansa-teatre creada als anys 90 per Inés Boza i Carles Mallol. Actualment i des de 2002 està dirigida per Inés Boza en solitari. La companyia és cofundadora i resident La Caldera, un Centre de Creació de Dansa i Arts Escèniques Contemporànies a Barcelona que va rebre el Premi Nacional de Dansa de Catalunya en 2006.
L'origen de la companyia van ser uns tallers que entre 1986 i 1989 van impartir a Granada Janusz Subicz i Nazareth Panadero, uns membres de la companyia de Pina Bausch. En 1991, Inés Boza i Carles Mallol van presentar per primera vegada a Barcelona una peça seva en solitari, Senza Tempo, espectacle que va donar nom a la companyia.
De la seva obra destaquen la Trilogia de l'aigua, composta per Capritx (1994), amb la qual TV3 va realitzar una videodansa a Barcelona titulat Capritx als terrats, Viatge a través de l'aigua (1998) i Zahories (2000); Peixos a les butxaques (2002); i El jardí inexistent (2004), presentat al Teatre Nacional de Catalunya.